# Bakonycsernye, Fejér
Bakonycsernye  este un sat în districtul Mór, județul Fejér, Ungaria, având o populație de 3.137 de locuitori (2011). 

## Demografie
Componența etnică a satului Bakonycsernye
     Maghiari (94,93%)
     Slovaci (2,06%)
     Romi (1,14%)
     Necunoscut (0,95%)
     Alții (0,92%)
Componența confesională a satului Bakonycsernye
     Luterani (32,77%)
     Romano-catolici (20,4%)
     Fără religie (8,67%)
     Reformați (3,86%)
     Necunoscută (33,57%)
     Alte religii (4,34%)
Conform recensământului din 2011, satul Bakonycsernye avea 3.137 de locuitori. Din punct de vedere etnic, majoritatea locuitorilor (94,93%) erau maghiari, existând și minorități de slovaci (2,06%) și romi (1,14%). Apartenența etnică nu este cunoscută în cazul a 0,95% din locuitori. Nu există o religie majoritară, locuitorii fiind luterani (32,77%), romano-catolici (20,4%), persoane fără religie (8,67%) și reformați (3,86%). Pentru 33,57% din locuitori nu este cunoscută apartenența confesională.